# Heinkel He 219

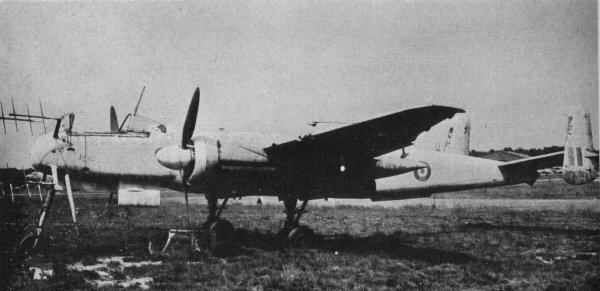
Heinkel He 219 "Uhu" veroverd door de RAF

De Heinkel He 219 "Uhu" was de eerste Duitse nachtjager die specifiek voor deze taak ontworpen was. Tot dan werden bestaande Bf 110-, Ju 88-, Do 17- en Do 217-ontwerpen aangepast voor deze taak. Heinkel baseerde zich op zijn vroegere P 1064-project, een multifunctionele Kampfzerstörer.
Opvallende kenmerken van de He 219 waren naast de lange romp, dubbel richtingsroer en neuswiel, vooral de vooruitstekende cockpit die een uitstekend zicht bood. Bovendien was de He 219 het eerste operationele vliegtuig met schietstoel ("Katapult Anlage"). De boorduitrusting was hypermodern. Het toestel was ontworpen voor makkelijke assemblage en onderhoud.

## Ontwikkeling
De He 219V-1 vloog voor de eerste maal op 6 november 1942 en bleek een snel en goed handelbaar jachtvliegtuig te zijn. De eerste voorserie-exemplaren werden vanaf 1943 geleverd en getest door NJG 1 dat onder meer in Venlo in Nederland en Sint-Truiden in België was gestationeerd. Majoor Werner Streib zou tijdens een vlucht in de nacht van 11 op 12 juni 1943 met een He 219 vier Halifax-en en één Lancaster bommenwerpers hebben neergeschoten.
Ondanks deze overtuigende prestaties kwam de productie maar traag op gang. Dit had enerzijds te maken met productieproblemen (een te complex ontwerp en een gebrek aan DB 603 motoren). Generalfeldmarschall Erhard Milch was bovendien meer voorstander van de Ju 88G en Ju 188R.
Ondertussen verbeterde Heinkel zijn nachtjager, onder andere door krachtigere DB 603E, L en G motoren. Zo ontstonden respectievelijk de He 219A-5, A-6 en A-7. De nachtjachtuitrusting werd alsmaar krachtiger en dus ook zwaarder. De prestaties van de He 219 begonnen hieronder te lijden en was dan ook een bron van kritiek. Vanwege de 2 meter naar achter geplaatste kanonnen die zich ook onder de pilootpositie bevonden was dit de enige nachtjager waarbij de piloot niet door eigen geschut verblind werd.
Geplande ontwikkelingen waren:
- He 219B

Jumo 222 motoren en langere vleugels voor betere hoogteprestaties
- He 219C

Jumo 222 motoren, langere romp en vleugels, vierkoppige bemanning
- C-1 als nachtjager
- C-2 als jachtbommenwerper

- He 319

driekoppige, multifunctionele versie uit 1942)
- He 419

drie- of vierkoppige, multifunctionele versie met langere vleugels en betere hoogteprestaties
- Hütter Hü 211

lange-afstandsverkenner met Jumo 222 motoren op basis van de He 219, ontworpen door ir. Hütter
Geen van deze werden ooit voltooid, laat staan ingezet. Totale productie van de He 219 bedraagt minder dan 300 toestellen waarvan een deel nooit werd ingezet door brandstoftekort.

## Specificaties

### Algemeen

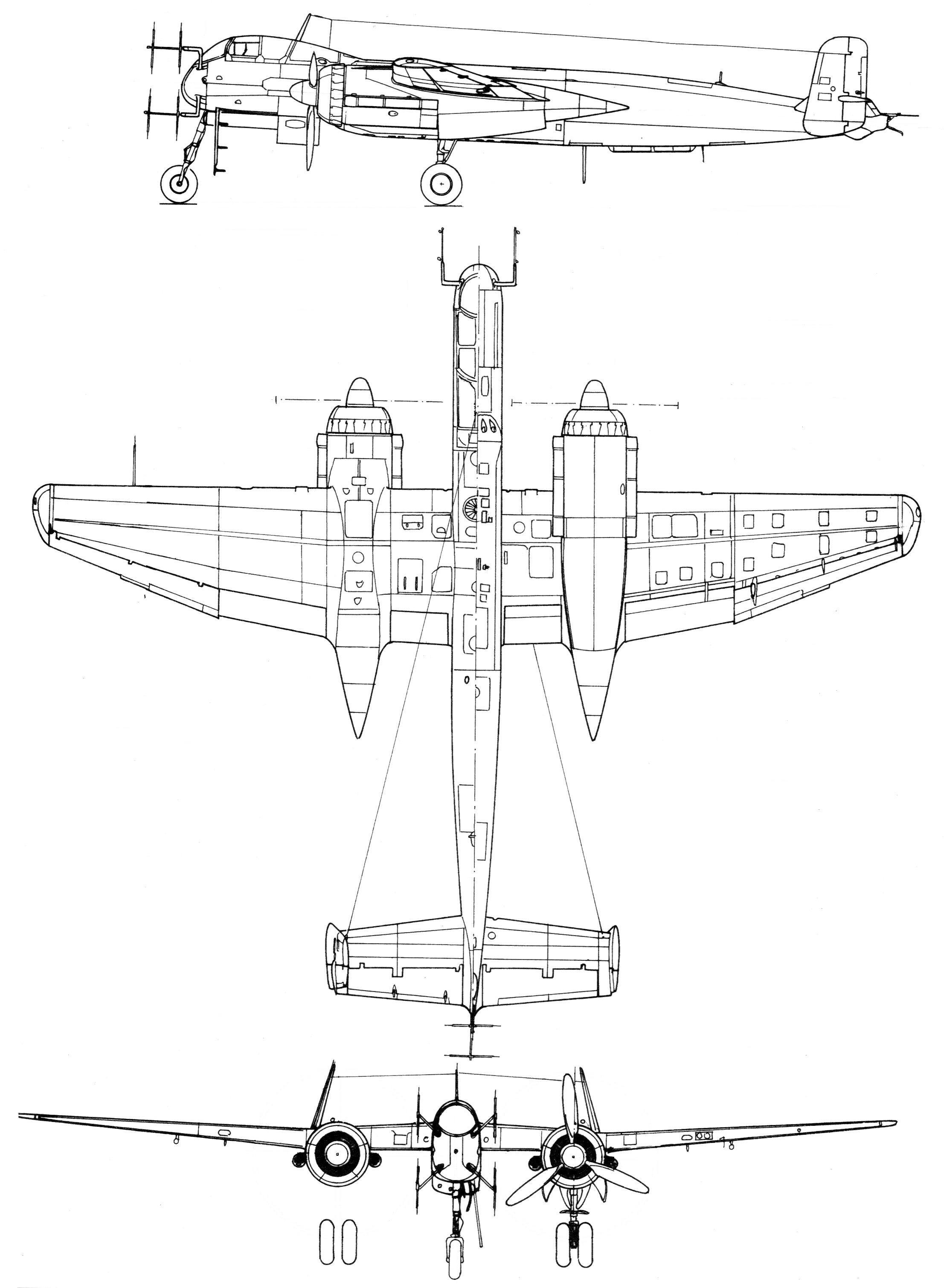
He 219

| Bemanning             | 2 man |
| Lengte                | 15,5 m |
| Spanwijdte            | 18,5 m |
| Hoogte                | 4,1 m |
| Vleugeloppervlak      | 44,5 m² |
| Gewicht leeg          | 8345 kg |
| Maximale startgewicht | 15.100 kg |
| Motoren               | 2× 1800 pk Daimler-Benz DB 603E (ook DB 603A met 1750 pk van de He 219A-0 en A-2) |
| Bewapening            | 2× 30 mm MK 108 kanonnen onder de romp 2× 20 mm MG 151/20 kanonnen in de vleugelwortels 2× 30mm MK 108 kanonnen in een schräge Musik (off tune muziek) opstelling (schuin omhoog vurend) |

### Prestaties
| Topsnelheid   | 460 km/u op zeeniveau 585 km/u op 6000m |
| Actieradius   | 2000 km                                 |
| Plafond       | 9800 m                                  |
| Stijgsnelheid | 550 m/min                               |